# Callanga trichocera
Callanga trichocera är en skalbaggsart som beskrevs av Lane 1973. Callanga trichocera ingår i släktet Callanga och familjen långhorningar. Inga underarter finns listade.